# اگروار
اگروار (به مجاری: Egervár) یک شهرداری در مجارستان است که در ناحیه زالائگرسگ واقع شده‌است. اگروار ۱۰٫۲۹ کیلومتر مربع مساحت و ۱٬۰۶۳ نفر جمعیت دارد.